# Вейсман фон Вейсенштейн, Отто Адольф
Барон Отто-Адольф Вейсман фон-Вейсенштейн (20 декабря 1726 — 22 июня 1773) — российский военачальник, генерал-майор.
Возведён с потомством 24 сентября 1772 года императрицей Екатериной II в баронское Российской империи достоинство с наименованием Вейсман фон Вейсенштейн. Его младший брат Густав-Эммануэль (1729—1800) был инженером-гидротехником Русской императорской армии, который с 1764-го по 1781 год руководил строительством дамб на Западной Двине в Риге.

## Биография
Происходил из лифляндской дворянской фамилии. Родился в поместье Альт-Кайпен у его владельца оберлейтенанта Адама Иоганна фон Вейсмана и его жены Евы Марии, урождённой Остерсток.
Службу начал в 1744 году рядовым, в 1756 году — капитан.
Боевая деятельность открылась для него во время Семилетней войны, где он участвовал в сражениях при Гросс-Егерсдорфе и при Цорндорфе, и в последнем получил две раны. C 1763 года — полковник.
В 1768 году Вейсман командовал Белозерским пехотным полком и находился в корпусе войск, занимавших Польшу. Участвовал в боевых действиях против польских конфедератов (участников т. н. Барской конфедерации — движения польской шляхты, выступавшей за восстановление прерогатив католической религии и отмену религиозного равноправия с некатоликами). Однажды, преследуя конфедератов, он, по следам их, перешел турецкую границу и, в пылу боя, сжёг город Балту, последствием чего было объявление Турцией войны России.
Вейсман, поступив с полком своим в армию князя Голицына, участвовал во всех важнейших действиях кампании 1769 года и особенно отличился при истреблении (в ночь с 6 на 7 сентября) 9-тысячного турецкого корпуса на левом берегу Днестра.

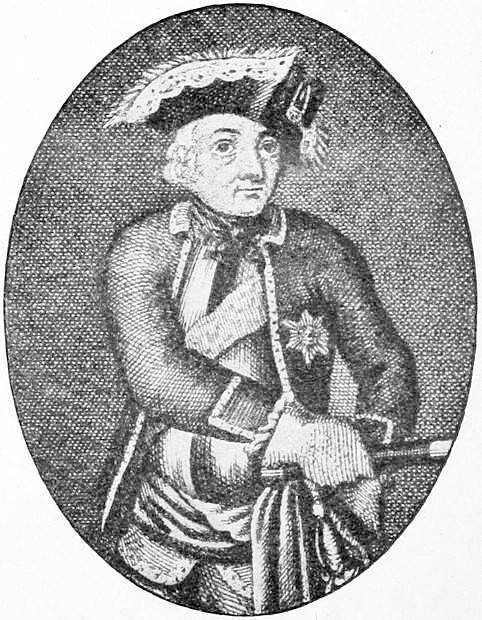
Рисунок из «ВЭС»

Начальствуя затем над бригадой в армии Румянцева, он участвовал в сражениях при Ларге и Кагуле. За отличия при Ларге и Кагуле награждён орденами св. Александра Невского и 27.7.1770 — св. Георгия 3-й степени № 9 
За оказанную 7-го июля 770 года, во время сражения с неприятелем при реке Ларге, неустрашимую храбрость, при овладении батареями и неприятельским лагерем.
14 ноября 1770 года Вейсман, переправившись с небольшим отрядом через Дунай, неожиданно появился у крепости Исакчи, откуда турки, поражённые паникой, бежали в Бабадаг.

Кампания 1771 года открылась его же действиями: 23 марта, переправившись через Дунай, он вытеснил турок из Тульчи, 14 апреля истребил в Исакче значительные магазины и захватил всю артиллерию, а 19 мая имел блестящее дело под Тульчей. 20 октября Вейсман снова явился под Тульчей, рассеял стоявшие у неё турецкие войска, взорвал укрепления, а затем, быстро появившись у Бабадага, заставил верховного визиря бежать оттуда; затем он обратился на Исакчу, взял и разрушил её, забрав в эту экспедицию 179 орудий. 15 июля 1771 года награждён орденом св. Георгия 2 кл. 
За мужественное и благоразумное его предводительство во время случившагося 19-го июня 1771 года с неприятелем при Тульче на этой стороне Дуная сражения и за одержание совершенной победы.
В кампанию 1773 года Вейсман опять первым переправился через Дунай и 7 июля разбил 10-тысячный турецкий корпус при Гурдабале (30 верст ниже Силистрии), чем очистил переправу для главной армии. При дальнейшем движении к Силистрии Вейсман, командуя авангардными войсками, неоднократно имел случаи выказать свою отвагу и распорядительность, занял ближайшее к Силистрии укрепление и держался в нём до обратного движения армии Румянцева за Дунай. 22 июня Вейсман по приказанию главнокомандующего атаковал армию сераскира, расположенную в почти недоступной позиции, у деревни Кучук-Кайнарджи, но здесь был убит. Смерть Вейсмана была предметом искреннего сожаления всей армии.

## Память
Суворов всегда отзывался о нём, как об одном из величайших генералов века Екатерины. В переписке своей, говоря о делах Румянцевской кампании, он писал: «Вейсмана не стало — я остался один».
Державин упомянул его в оде "Водопад".
Вейсман похоронен на родине, в Лифляндии, на мызе Сербен.